# Cosmo Jones in the Crime Smasher
Pour plus de détails, voir Fiche technique et Distribution.
Cosmo Jones in the Crime Smasher  est un film américain réalisé par James Tinling, sorti en 1943.

## Fiche technique
- Titre : Cosmo Jones in the Crime Smasher
- Réalisation : James Tinling
- Scénario : Michael L. Simmons et Walter Gering, d'après une histoire originale de Walter Gering, basée sur le programme de radio de CBS avec Frank Graham
- Photographie : Mack Stengler
- Montage :  Carl Pierson
- Musique : Edward J. Kay
- Direction artistique : Dave Milton
- Décors :
- Costumes :
- Son :  Glen Glenn
- Producteur : Lindsley Parsons
- Société de production : Monogram Pictures
- Société de distribution : Monogram Pictures
- Pays de production :  États-Unis
- Langue : Anglais américain
- Métrage : 1 685 m (6 bobines)
- Format : Noir et blanc — 35 mm — 1,37:1 — Son : Mono
- Genre : Comédie, Film policier, Film à énigme, Comédie policière
- Durée : 62 minutes (1 h 2)
- Dates de sortie : 
  - États-Unis : 29 janvier 1943
  - Royaume-Uni : 7 juillet 1943 (Londres) / 27 septembre 1943 (sortie nationale)
  - Mexique : 1er juin 1945

## Distribution
- Frank Graham : Professeur Cosmo Jones
- Edgar Kennedy : le chef de la police Murphy
- Gale Storm : Susan Fleming
- Richard Cromwell : le sergent de police Pat Flanagan
- Mantan Moreland : Eustace Smith
- Gwen Kenyon : Phyllis Blake
- Herbert Rawlinson : M. James J. Blake
- Tristram Coffin (en) : Jake Pelotti
- Charles Jordan : Biff Garr
- Vince Barnett : 'Gimp', un homme de main
- Emmett Vogan : Gould, le commissaire de police
- Maxine Leslie : Mme Jake Pelotti
- Mauritz Hugo (en) : Tony Sandol, un gangster
- Sam Bernard (en) : un gangster